# Piera Hudson
Piera Hudson (* 7. Februar 1996 in Hastings) ist eine neuseeländische Skirennläuferin. Die mehrfache neuseeländische Meisterin und WM-Teilnehmerin startet überwiegend in den technischen Disziplinen Riesenslalom und Slalom.

## Biografie
Piera Hudson stammt aus Hastings auf der Nordinsel Neuseelands und startet für den Wanaka Ski Club. Sie bestritt im Alter von 15 Jahren in Cardrona ihre ersten FIS-Rennen und gab am 27. August 2011 ihr Debüt im Australia New Zealand Cup. Im folgenden Nordwinter nahm sie an den Olympischen Jugend-Winterspielen in Innsbruck teil. In Slalom, Super-Kombination und Super-G belegte sie die Ränge 15, 16 und 17, im Riesenslalom schied sie aus. Gegen Ende derselben Saison bestritt sie in Roccaraso ihre erste von fünf Juniorenweltmeisterschaften. In insgesamt 15 Rennen erreichte sie ihr bestes Ergebnis 2016 mit Rang 16 im Riesenslalom von Sotschi. In den kommenden Saisonen etablierte sie sich mit guten Leistungen im Australia New Zealand Cup, den sie 2015 erstmals für sich entscheiden konnte.
Im Februar 2013 nahm sie um ihren 17. Geburtstag in Schladming erstmals an Weltmeisterschaften teil, konnte jedoch kein zählbares Resultat erzielen. Zwei Jahre später gab sie im Riesenslalom von Maribor ihr Weltcup-Debüt. Bei den Weltmeisterschaften 2015 in Vail belegte sie mit mehr als 11 Sekunden Rückstand auf Slalomsiegerin Mikaela Shiffrin Rang 39. In St. Moritz konnte sie 2017 in Riesenslalom und Slalom jeweils nicht das Ziel erreichen. Auf eine Teilnahme an den Olympischen Spielen in Pyeongchang musste sie zugunsten ihrer Teamkollegin Alice Robinson verzichten.
Am 25. November 2018 gewann sie mit Rang 26 im Slalom von Killington ihre ersten Weltcuppunkte. Damit war sie die erste Athletin seit der gebürtigen Salzburgerin Claudia Riegler im Januar 2003, die für Neuseeland im Slalom punkten konnte.
2025 plante Hudson einen Nationenwechsel zu den Vereinigten Arabischen Emiraten, dieser Verbandswechsel wurde jedoch von der FIS vorläufig abgelehnt, da sie keinen Nachweis eines Wohnsitzes dort vorbringen konnte.

## Erfolge

### Weltmeisterschaften
- Vail/Beaver Creek 2015: 39. Slalom
- Cortina d’Ampezzo 2021: 12. Parallel

### Weltcup
- 1 Platzierung unter den besten 30

### Weltcupwertungen
| Saison  | Gesamt | Gesamt | Slalom | Slalom |
| Saison  | Platz  | Punkte | Platz  | Punkte |
| ------- | ------ | ------ | ------ | ------ |
| 2018/19 | 127.   | 5      | 55.    | 5      |

### Australia New Zealand Cup
- Saison 2011: 7. Kombinationswertung, 9. Super-G-Wertung[A 1]
- Saison 2013: 5. Gesamtwertung, 4. Super-G-Wertung, 4. Kombinationswertung, 8. Riesenslalomwertung
- Saison 2014: 5. Gesamtwertung, 1. Riesenslalomwertung
- Saison 2015: 1. Gesamtwertung, 1. Riesenslalomwertung, 1. Slalomwertung
- Saison 2016: 8. Gesamtwertung, 1. Super-G-Wertung
- Saison 2017: 9. Slalomwertung
- Saison 2018: 3. Gesamtwertung, 2. Riesenslalomwertung, 3. Slalomwertung
- Saison 2019: 2. Gesamtwertung, 2. Riesenslalomwertung, 3. Slalomwertung
- 16 Podestplätze, davon 6 Siege:

| Datum             | Ort          | Land       | Disziplin    |
| ----------------- | ------------ | ---------- | ------------ |
| 26. August 2014   | Mount Hotham | Australien | Riesenslalom |
| 22. August 2015   | Perisher     | Australien | Slalom       |
| 24. August 2015   | Perisher     | Australien | Riesenslalom |
| 6. September 2016 | Mount Hutt   | Neuseeland | Super-G      |
| 6. September 2016 | Mount Hutt   | Neuseeland | Super-G      |
| 4. September 2019 | Cardrona     | Neuseeland | Riesenslalom |

### Juniorenweltmeisterschaften
- Jasná 2014: 46. Super-Kombination, 61. Super-G
- Hafjell 2015: 36. Super-Kombination, 37. Slalom, 43. Super-G
- Sotschi 2016: 16. Riesenslalom

### Weitere Erfolge
- 10 neuseeländische Meistertitel (Riesenslalom 2011, 2014, 2015, 2016 und 2018, Slalom 2014, 2015 und 2018, Super-G 2013 und 2016)
- 3 neuseeländische Jugendmeistertitel (Riesenslalom 2017 und 2018, Slalom 2018)
- 10 Siege in FIS-Rennen